# Rino Carlesi
Rino Carlesi MCCJ (* 11. August 1922 in Montemurlo, Toskana, Italien; † 25. August 1999) war ein italienischer Ordensgeistlicher und Bischof von Balsas.

## Leben
Rino Carlesi trat der Ordensgemeinschaft der Comboni-Missionare bei und empfing am 31. Mai 1947 das Sakrament der Priesterweihe.
Am 12. Januar 1967 ernannte ihn Papst Paul VI. zum Titularbischof von Africa und bestellte ihn zum Prälaten von Santo Antônio de Balsas. Der Bischof von Pistoia, Mario Longo Dorni, spendete ihm am 2. April desselben Jahres die Bischofsweihe; Mitkonsekratoren waren der Bischof von Prato, Pietro Fiordelli, und der Weihbischof in Perugia, Diego Parodi MCCJ. Am 26. Mai 1978 verzichtete Carlesi auf das Titularbistum Africa. Rino Carlesi wurde am 26. Oktober 1981 infolge der Erhebung der Territorialprälatur Santo Antônio de Balsas zum Bistum von Papst Johannes Paul II. zum ersten Bischof von Balsas ernannt. 
Am 15. April 1998 nahm Johannes Paul II. das von Rino Carlesi aus Altersgründen vorgebrachte Rücktrittsgesuch an.